# محمدحسین رکن‌زاده
محمدحسین رکن‌زاده آدمیت با شهرت آدمیّت و متخلص به سالک (زاده ۱۲۷۸-مرگ ۱۳۵۲)، نویسنده، روزنامه‌نگار، مقاله‌نویس، زندگی‌نامه‌نویس، کتاب‌دار و شاعر اهل ایران، که در شهر شیراز به‌دنیا آمده‌است. در خصوص زندگی وی، کتاب زندگینامه «محمدحسین رکن‌زاده آدمیت» توسط احمد شعبانی تألیف و منتشر شده‌است.

## زندگی
محمدحسین رکن‌زاده آدمیت سال ۱۲۷۸ خورشیدی (۱۳۱۷ قمری) در شیراز متولد شد. او از سن ۵ سالگی در مدرسه سعادت بوشهر مشغول تحصیل شد. رکن‌زاده در سال ۱۳۰۵ خورشیدی هفته‌نامه ادبی و سیاسی «آدمیت» را در شیراز به‌راه انداخته و منتشر کرد اما به‌دلیل سانسور حاکم در مطبوعات از انتشار آن منصرف شد. او در ادامه کتابخانه آدمیت (انتشارات و کتاب‌فروشی) را در سال ۱۳۰۸ خورشیدی تأسیس کرد. محمدحسین رکن‌زاده آدمیت پس از یک عمر تحقیق و جستجو در سال ۱۳۵۲ خورشیدی درگذشت.

## آثار

هفته‌نامه آدمیت

رکن‌زاده آدمیت صاحب ۹ تألیف و تصنیف است که تا اکنون شش جلد از آنها به چاپ رسیده و منتشر شده‌است. آثار او به شرح زیر است:
1. «دلیران تنگستان» (چاپ اول در سال ۱۳۱۰ خورشیدی)[۷]
2. فارس و جنگ بین‌الملل (شامل دو جلد و چاپ جلد اول در سال ۱۲۱۲ خورشیدی)[۸]
3. رساله کلمات و اصطلاحات جدید (چاپ در سال ۱۳۱۶ خورشیدی در تهران)
4. رساله اغلاط مشهوره (چاپ در سال ۱۳۲۵ خورشیدی در تهران)
5. دانشمندان و سخنرانان فارس (شامل چهار جلد)[۹]
6. منشآت آدمیت
7. دیوان اشعار (چاپ نشده)
8. منتخب ایرانشهر یا اصول آدمیت (ناتمام)
9. منتخب برهان قاطع (ناتمام)

### اشعار
رکن‌زاده آدمیت گاهی اوقات اشعاری در قالب قصیده و غزل می‌سرود. وی یک مجموعه شعر منتشر نشده دارد.
| گرفت قلبم از این تیره‌گون سرای ملال |  | که حاصلش همه رنج است بهر اهل کمال  |
| تباه کرده همه عمر را به کسب هنر    |  | نبرده سود و نیاورده جز عذاب و نکال |
| بسی دریغ که خون خوردم و ندانستم    |  | «که قصد مرد به علم است و علم بمال» |